# Стево Пендаровски
Стево Пендаровски (на македонска литературна норма: Стево Пендаровски) е северномакедонски политолог и пети президент на Северна Македония.

## Биография

### Образование и професионален път
Стево Пендаровски е роден в 1963 година в Скопие, тогава във Федеративна народна република Югославия, днес в Северна Македония. По произход е от мияшката паланка Галичник. Завършва право в Скопския университет в 1987 година. Впоследствие става магистър в Института за социологически и политико-правни изследвания към същия университет. Там защитава докторат на тема „Външна политика и политика по сигурност на ЕС и малките държави: Рамката на националния дискурс“. По-късно става доцент в Университета „Американ колидж“ в Скопие.
В 2008 – 2014 година работи в Университета „Американ колидж“ в Скопие, където преподава предмети като международна сигурност, глобализация, световната политика и САЩ, международни организации и институции, външна политика, тероризъм. Автор е на редица книги и трудове, публикувани в Северна Македония и чужбина.
В 1998 – 2001 година е ръководител на Аналитично-изследователското управление на министерството на вътрешните работи и помощник на министъра по въпросите за връзки с обществеността. В периода 2001 – 2004 година и 2005 – 2009 година е съветник по национална сигурност и външна политика на двама различни президенти – Борис Трайковски и Бранко Цървенковски, а междувременно през 2004 – 2005 е председател на Държавната изборна комисия.

### Политическа кариера
На 27 февруари е определен и на 4 март 2014 година е тържествено избран от опозиционната партия СДСМ като неин президентски кандидат. На двата тура на президентските избори през април 2014 печели съответно 37,5 % и 41,1% от гласовете. Придържайки се към становището на СДСМ, Пендаровски не признава изборните резултати.
На президентските избори в Република Македония през 2019 г. е отново кандидат на СДСМ за президент. Този път печели изборите на балотаж срещу кандидатката на ВМРО-ДПМНЕ – Гордана Силяновска-Давкова. Пендаровски встъпва официално в длъжност на 12 май 2019 г.

## Семейство
Съпругата на Пендаровски – Елизабета Георгиевска, е преподавателка в Стоматологичния факултет на Скопския университет. Двамата имат син.